# دوشیرمه

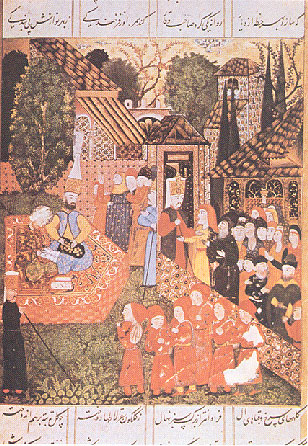
دوشیرمه

دوشیرمه یا دوشرمه (به ترکی عثمانی: دوشیرمه به معنای جمع‌آوری، به یونانی: παιδομάζωμα، بلغاری: Кръвен данък، صربی: Данак у крви) نوعی سیستم جمع‌آوری مالیات توسط امپراتوری عثمانی بود که در آن برخی از پسران خانواده‌های مسیحی اروپا و آسیای صغیر را به اجبار از خانواده‌هایشان جدا می‌کردند و برای پیوستن به سپاه ینی‌چری یا برعهده‌گرفتن مناصب دیوانی تحت تربیت و تعلیم قرار می‌دادند.
برخلاف سایر امپراتوری‌های مسلمان که بردگانشان را از خارج از دنیای اسلام می‌خریدند، امپراتوری عثمانی بردگان مورد نیاز خود را از میان شهروندان مسیحی خود تأمین می‌کرد که بر خلاف شریعت اسلام بود زیرا که به بردگی گرفتن اهل ذمه از نظر شریعت اسلام ممنوع است. احتمالاً در سربازگیری برای سپاه ینی‌چری از قاعده‌هایی تبعیت می‌شده‌است، مثلاً کودکان مسیحی جمع‌آوری‌شده می‌بایست بین ۸ تا ۲۰ سال و در حالت مطلوب‌تر بین ۱۲ تا ۱۴ سال سن می‌داشتند. تعداد کودکانی که برای نظام دوشیرمه جمع‌آوری می‌شدند متغیر بوده و بستگی به میزان نیاز سپاه داشته‌است. گاه به ازای هر چهل خانوار، یک پسر جمع‌آوری می‌شده‌است و گاه کمتر یا بیشتر. تعداد افراد منتخب طی هر «دوشیرمه» از ۱٬۰۰۰ تا ۱۲٬۰۰۰ تن متغیر بوده‌است.
بنا بر قوانین ینی‌چریان که در سال ۱۶۰۶ توسط یکی از اعضای سابق ینی‌چری نوشته شده‌است، مأموران سربازگیری نمی‌توانستند پسرانی که تنها فرزند خانواده بوده‌اند را جمع‌آوری کنند زیرا که او کمک حال خانواده برای کشت‌وکار و پرداخت مالیات‌ها به حساب می‌آمده‌است. همچنین پسران کدخدایان ده به دلیل «طبقهٔ اجتماعی پایینشان»، پسران چوپانان و گله‌داران به دلیل «بزرگ شدنشان در کوه‌ها و بی‌سوادی‌شان»، پسران ازدواج‌کرده به دلیل «بازشدن چشم و گوششان»، یتیمان، و آن‌هایی که به نوعی مشکل جسمی یا ذهنی داشتند، هیچ‌گاه جمع‌آوری نمی‌شدند. برخی دیگر نیز به خاطر نژادشان از نظام دوشیرمه معاف می‌شدند. مجارها و کروات‌های شمال بلگراد که از نظر مقامات عثمانی غیرقابل اعتماد بودند و ساکنان مناطق مابین قرامان و ارزروم به دلیل آمیختگی‌شان با ترکمانان و کردهای مسلمان و گرجیان مسیحی هیچ‌گاه جمع‌آوری نمی‌شدند.
ترکان و مسلمانان از نظام دوشیرمه مستثنی بودند تا مبادا وضعیتی پیش آید که بستگان آن‌ها خواستار معافیت مالیاتی شوند. با این وجود مسلمانان بوسنی مشمول این نظام می‌شدند؛ زیرا خود چنین خواسته بودند و به عنوان پاداشی برای گرویدن دست‌جمعی آنان به اسلام پس از فتح منطقه، این مزیت به آن‌ها داده شده بود. این موضوع نشان می‌دهد که گرچه بسیاری به دنبال فرار از نظام دوشیرمه بودند ولی بسیاری نیز به نظام دوشیرمه به مثابهٔ فرصتی برای رسیدن به طبقات بالای اجتماعی می‌نگریستند.
پسرانی که تحت نظام دوشیرمه به پایتخت آورده می‌شدند، معاینه و ختنه می‌شدند و سپس به اسلام می‌گرویدند. آنانی که باهوش‌تر به نظر می‌رسیدند را به مدرسهٔ قصر، یا برای خدمتگرازی به باغ سلطان یا سایر بزرگان خاندان عثمانی می‌فرستادند. پسرانی که به مدرسهٔ قصر فرستاده می‌شدند، خوش‌اقبال‌تر از سایرین بودند. از اینان به دقت مراقبت می‌شد و بهترین دوره‌های تحصیلی در اختیارشان قرار می‌گرفت و در موعد مقرر به بالاترین مناصب دیوانی برگماشته می‌شدند. سایرین را برای مدت هفت تا هشت سال در اختیار زارعان ترک می‌گذاشتند تا در این مدت با سختی خو بگیرند و با زبان ترکی و رسوم اسلامی آشنا شوند. اسامی آن‌ها به‌دقت ثبت می‌شد تا در موعد مقرر جمع‌آوری شوند. مقامات دولتی، هر ساله این پسران را معاینه می‌کردند و ۸۰ آکجه (تقریباً معادل قیمت ۳ یا ۴ گوسفند) را از سرپرستانشان به عنوان مالیات اخذ می‌کردند. پس از هفت یا هشت سال کار در مزرعه، پسران به قسطنطنیه یا گالیپولی فرا خوانده می‌شدند و در آنجا به عنوان کارآموزان ینی‌چری تحت نظم و انضباط شدید نظامی زندگی می‌کردند.
از این کارآموزان به عنوان نیروی کار ارزان‌قیمت در پروژه‌های عمومی، حمل و نقل سنگ‌ها، حمل یخ‌ها و برف‌های کوه‌های بورسا به یخچال‌های قصر و تهیهٔ هیزم استفاده می‌شد. خدمت در باغ‌های سلطان یا کارگاه‌های کشتی‌سازی سلطنتی به عنوان آهنگر، بتونه کار، پاروساز یا . . . از دیگر وظایف این کارآموزان بود. برخی نیز به عنوان کارآموز در ریخته‌گری توپسازی سلطنتی یا زرادخانهٔ نیروی دریایی خدمت می‌کردند. پس از آنکه کارآموزان چندین سال را به انجام چنین کارهایی گذراندند، موعد ورود به سپاه ینی‌چری یا ارتش سلطان فرا می‌رسید.
نظام دوشیرمه و سیستم برده‌داری نظامی، پایه‌های خاندان عثمانی را به‌شدت مستحکم کرده بود زیرا پسرانی که توسط دولت عثمانی پرورش یافته بودند در نهایت به حامیان سرسخت این خاندان بدل می‌شدند. در مواقع بروز بحران، بردگان سلطان از تجزیهٔ کشور جلوگیری می‌کردند. افزون بر این، نظام دوشیرمه نقش مؤثری در گرویدن مسیحیان به اسلام داشت. از یک سو پسران جمع‌آوری مسلمان می‌شدند و به ارتش دولت عثمانی ملحق می‌شدند و از سویی دیگر، ساکنین برخی نواحی بالکان، بالاخص تراکیه و مقدونیه، داوطلبانه اسلام می‌آوردند تا از نظام دوشیرمه معاف شوند.